# Carly Rae Jepsenová
Carly Rae Jepsenová (nepřechýleně Jepsen; * 21. listopadu 1985, Mission, Britská Kolumbie, Kanada) je kanadská zpěvačka a textařka. Pochází z Mission v Britské Kolumbii.
Ačkoli se úspěšně účastnila kanadské verze reality show Idol již v roce 2007, celosvětově vešla ve známost až v roce 2012 díky jejímu singlu „Call Me Maybe“. Od té doby vydala několik dalších alb a úspěšných singlů, jmenovitě „I Really Like You“, v jehož hudebním videoklipu účinkuje herec Tom Hanks, a „The Loneliest Time“ ve spolupráci se zpěvákem Rufusem Wainwrightem, který se stal virálním hitem na sociální síti TikTok.
Zároveň je velmi plodnou textařkou, její alba vznikají výběrem z desítek až stovek vlastních originálních nápadů. Od vydání svého nejúspěšnějšího singlu se potýká s tím, že je publikem typicky považována za mnohem mladší, než ve skutečnosti je.

## Život
Její rodiče se rozvedli, když jí bylo pět let. Už v sedmi letech vyhrála se svým zpěvem lokální talentovou soutěž a v devíti letech napsala svou první píseň. Její otec byl prvním, kdo ji učil hrát na hudební nástroj - kytaru. V 16 letech s pomocí otce poprvé složila ke své písni i hudbu. Studovala na Canadian College of Performing Arts ve městě Victoria, školu úspěšně dokončila v roce 2005. Nějaký čas pracovala v kavárnách ve Vancouveru, kde po směnách i zpívala. Několik let vystupovala spolu se swingovou kapelou.
Mezi její oblíbené interprety patří Robyn, John Mayer, Kimbra, ale také jazzový interpreti jako Ella Fitzgerald a Nina Simone.
Má kočku jménem Jupiter.

## Kariéra
V roce 2007 se umístila na třetím místě v páté řadě reality show Canadian Idol a zúčastnila se koncertního turné Canadian Idol Top 3. Krátce po soutěži podepsala smlouvu s nahrávacími společnostmi Fontana a MapleMusic a své debutové akustické pop-folkové album s názvem Tug of War vydala dne 30. září 2008.

### 2011–2012: Průlom s „Call Me Maybe“

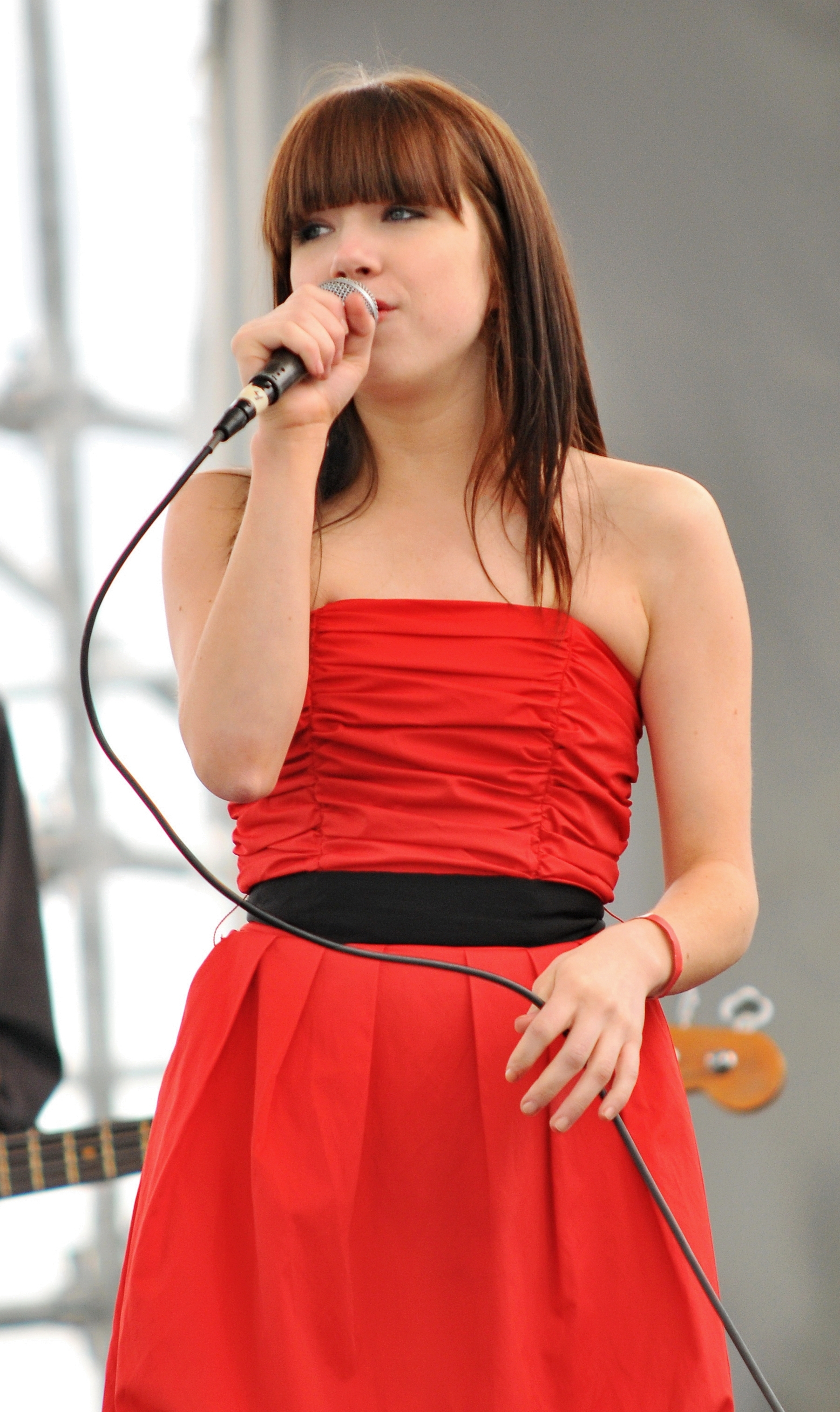
Jepsenová vystupující na Canada Day v roce 2010

Na podzim roku 2011 vyšel v Kanadě její nový singl, nazvaný „Call Me Maybe“, vydaný v 604 Records. Ten vyšel i později 14. února 2012 na jejím debutovém EP s názvem Curiosity. Singl uslyšel v kanadském rádiu zpěvák Justin Bieber, když přijel v prosinci navštívit svou matku v kanadském Stratfordu, a nadšeně ho sdílel na svém Twitter účtu, který měl už v té době 23 milionů fanoušků. K singlu pak spolu s přáteli z hudební branže (Selena Gomez, Big Time Rush a Ashley Tisdale) natočili i jeho humornou cover verzi.
Na základě toho se singl „Call Me Maybe“ rozšířil a se stal ohromně úspěšným se stovkami milionů zhlédnutí videoklipu na YouTube. Po devět týdnů byl na prvním místě v hitparádách Billboard Hot 100 a Canadian Hot 100. Singl se umístil na prvním místě i v Austrálii, Irsku a Spojeném království. K singlu vzniklo i mnoho různých cover verzí a parodií i od četného množství herců, zpěváků, sportovců a dalších slavných osobností.
V roce 2012 podepsala Jepsen smlouvu s manažerem Justina Biebera Scooterem Braunem a připojila se ke SchoolBoy Records a Interscope Records a odjela do Los Angeles. Po úspěchu singlu „Call Me Maybe“ bylo během dvou měsíců narychlo dokončeno album s názvem Kiss, které vyšlo 18. září 2012.

### 2015–2021:Emotions Tomem Hanksem
V roce 2015 pak vyšlo album Emotion, které získalo mnohem lepší ohlasy kritiky a i český web iREPORT pochválil za hravost a hitovost. Z něj vyšel singl „I Really Like You“, jehož úspěchu napomohl i herec Tom Hanks, který se díky známosti s manažerem Scooterem Braunem nabídl účinkovat v jeho hudebním videoklipu. V srpnu 2016 pak vyšly vybrané nevydané skladby na EP Emotion Side B. Jepsen na něj mohla vybírat z ohromného množství zhruba 200 skladeb, které původně připravila v rámci práce na Emotion.
Další album vydala v roce 2019 pod názvem Dedicated a většinu toho roku strávila na turné. Velké množství textů, které Jepsen vytváří ke svým albům, vedlo v tomto případě i k vydání alba Dedicated Side B v roce 2020, které obsahovalo na původním albu nevydaný materiál.

### 2022–současnost:The Loneliest Time
Na začátku července 2022 dokončila práce na pátém studiovém albu The Loneliest Time, které vyšlo později toho roku 21. října. Nápady na něj sbírala už na začátku roku 2020, než přišla pandemie covidu. Během té zemřela její babička z matčiny strany, se kterou si byly velmi blízké. Album tak odráží její smutek i pocity z izolace. Po dokončení alba v červenci 2022 se také vydala na turné pod názvem The So Nice Tour po Japonsku, Kanadě, Evropě, Austrálii i USA. Z alba vyšly singly „Western Wind“ a „Beach House“, který vychází z krátké epizody, kdy Jepsen sama vyzkoušela online seznamovací aplikace. Album se dostalo nejvýše na 19. příčku hitparády Billboard 200. 
V červnu 2023 poprvé vystoupila na festivalu Glastonbury a představila nový singl „Shy Boy“. V červenci 2023 pak vydala album The Loveliest Time navazující na předchozí práci, tentokrát ale bez označení „Side B“. Jepsen k tomu řekla, že „je to spíše plnohodnotný soubor práce než jen zavržené nápady.“ Písně vychází z pocitů osamění v období izolace a schopnosti najít krásu i v takových časech.

## Vystoupení na Canadian Idol
| Epizoda | Název písně                          | Původní interpret        | Výsledek       |
| ------- | ------------------------------------ | ------------------------ | -------------- |
| Konkurz | „Sweet Talker“                       | Carly Rae Jepsenová      | Pokračuje      |
| Top 80  | „I Try“                              | Macy Gray                | Pokračuje      |
| Top 40  | „Breathe (2 AM)“                     | Anna Nalick              | Pokračuje      |
| Top 22  | „Put Your Records On“                | Corinne Bailey Rae       | Pokračuje      |
| Top 18  | „Sweet Ones“                         | Sarah Slean              | Pokračuje      |
| Top 14  | „Waiting in Vain“                    | Bob Marley & The Wailers | Pokračuje      |
| Top 10  | „Inside and Out“                     | Bee Gees                 | Spodní trojice |
| Top 9   | „Georgia on My Mind“                 | Hoagy Carmichael         | V pořádku      |
| Top 8   | „Torn“                               | Ednaswap                 | V pořádku      |
| Top 7   | „Killer Queen“                       | Queen                    | Spodní trojice |
| Top 6   | „Come To My Window“                  | Melissa Etheridge        | Spodní trojice |
| Top 5   | „Chuck E's in Love“                  | Rickie Lee Jones         | V pořádku      |
| Top 4   | „My Heart Belongs to Daddy“          | Mary Martin              | V pořádku      |
| Top 4   | „I Got It Bad (and That Ain't Good)“ | Ivie Anderson            | V pořádku      |
| Top 3   | „At Seventeen“                       | Janis Ian                | Vyřazena       |
| Top 3   | „White Flag“                         | Dido                     | Vyřazena       |

## Diskografie
- Tug of War (2008)
- Kiss (2012)
- Emotion (2015)
- Dedicated (2019)
- Dedicated Side B (2020)
- The Loneliest Time (2022)
- The Loveliest Time (2023)

## Turné

### Hlavní
- The Summer Kiss Tour (2013)
- Gimmie Love Tour (2015–2016)
- The Dedicated Tour (2019–2020)
- The So Nice Tour (2022–2023)

### Předskokanka
- Hanson – Shout It Out World Tour (Kanada) (2012)
- Justin Bieber – Believe Tour (Severní Amerika, Evropa, Jižní Amerika) (2012–2013)
- Hedley – Hello World Tour (Kanada) (2016)
- Katy Perry – Witness: The Tour (Severní Amerika) (2018)

## Filmografie
| Rok  | Název    | Role          | Poznámky |
| ---- | -------- | ------------- | -------- |
| 2016 | Balerína | Odette (hlas) |          |

| Rok  | Název                | Role                | Poznámky                                                           |
| ---- | -------------------- | ------------------- | ------------------------------------------------------------------ |
| 2007 | Canadian Idol        | Samu sebe/soutěžící | Pátá série/ Skončila na třetím místě                               |
| 2012 | 90210: Nová generace | Samu sebe           | díl: Dokud nás smrt nerozdělí                                      |
| 2013 | Na parket!           | Samu sebe           | díl: My Fair Librarian It Up                                       |
| 2015 | Saturday Night Live  | Samu sebe           | díl 40.17                                                          |
| 2015 | Castle na zabití     | Samu sebe           | díl: Mrtvý z New Yorku                                             |
| 2015 | Comedy Bang! Bang!   | Samu sebe           | díl: Carly Rae Jepsen Wears a Chunky Necklace and Black Ankle Boot |
| 2016 | Pomáda: Živě         | Frenchy             | TV speciál                                                         |

| Rok  | Název   | Role | Poznámky |
| ---- | ------- | ---- | -------- |
| 2014 | Popelka | Ella | Broadway |

## Ocenění a nominace
| Rok  | Název ocenění                 | Kategorie                                    | Výsledek  |
| ---- | ----------------------------- | -------------------------------------------- | --------- |
| 2010 | Canadian Radio Music Awards   | Píseň roku, „Tug of War“                     | vítězství |
| 2010 | Western Canadian Music Awards | Píseň roku, „Tug of War“                     | nominace  |
| 2010 | Juno Awards                   | Nová umělkyně roku                           | nominace  |
| 2010 | Juno Awards                   | Skladatel/ka roku (s Ryanem Stewartem)       | nominace  |
| 2010 | Much Music Video Awards       | Oblíbený nový umělec                         | nominace  |
| 2012 | Much Music Video Awards       | Popové video roku, „Call Me Maybe“           | nominace  |
| 2012 | Much Music Video Awards       | Oblíbený umělec                              | nominace  |
| 2012 | Much Music Video Awards       | Nejpřehrávanější video roku, „Call Me Maybe“ | vítězství |
| 2012 | Much Music Video Awards       | Video roku, „Call Me Maybe“                  | vítězství |
| 2012 | Much Music Video Awards       | Oblíbené video, „Call Me Maybe“              | vítězství |
| 2012 | Teen Choice Awards            | Průlomová umělkyně                           | vítězství |
| 2012 | Teen Choice Awards            | Letní píseň, „Call Me Maybe“                 | vítězství |
| 2012 | Teen Choice Awards            | Hudební ženská hvězda                        | nominace  |
| 2012 | MTV Video Music Awards        | Nejlepší nový umělec                         | nominace  |
| 2012 | MTV Video Music Awards        | „Most Share-Worthy Video“                    | nominace  |
| 2012 | Western Canadian Music Awards | Popová nahrávka roku, „Curiosity“            | vítězství |
| 2012 | VEVOCertified Awards          | 100.000.000 zhlédnutí                        | vítězství |
| 2012 | Irresistible Fanta Awards     | Nejneodolatelnější taneční píseň             | vítězství |
| 2012 | Billboard Music Awards        | Vzrůstající hvězda                           | vítězství |
| 2012 | MTV Europe Music Awards       | Nejlepší píseň                               | vítězství |
| 2012 | MTV Europe Music Awards       | Nejlepší postrčení                           | vítězství |
| 2012 | MTV Europe Music Awards       | Nejlepší nový umělec                         | nominace  |
| 2012 | MTV Europe Music Awards       | Nejlepší severoamerický umělec               | nominace  |
| 2012 | American Music Awards         | „Staronámořnický“ nový umělec roku           | vítězství |
| 2013 | People's Choice Awards        | Oblíbená píseň roku                          | nominace  |
| 2013 | People's Choice Awards        | Oblíbené hudební video                       | nominace  |
| 2013 | People's Choice Awards        | Oblíbený průlomový umělec                    | nominace  |